# Soame Jenyns (istoric de artă)
A nu se confunda cu Soame Jenyns (scriitor) (1704 - 1787)!
Roger Soame Jenyns (n. 24 aprilie 1904 - d. 14 octombrie 1976), care își scria numele și Soame Jenyns, a fost un istoric de artă britanic, cunoscut și ca specialist în ceramica Asiei de Est.
Fiul cel mare al lui Roger William Bulwer Jenyns, magistrat din Bottisham Hall și Winifred Pike, Roger Soame Jenyns a fost educat la Eton și la Magdalene College, Cambridge. În 1926 s-a alăturat Serviciului public din Hong Kong. În Hong Kong, a devenit unul dintre contribuitorii valoroși la jurnalul nou înființat, The Hong Kong Naturalist. Articolele sale vor atinge adesea rolul cultural al animalelor și plantelor din China de Sud.
În 1931, Jenyns a părăsit Hong Kong-ul pentru Anglia, pentru a ocupa un loc de muncă la British Museum, unde a servit ca asistent al păstrătorului de antichități orientale până în 1967. 
În 1935 a publicat un document bine primit carte despre pictura chineză; mai târziu, el a scris mai multe cărți despre ceramică și jad-uri chinezești, în care a descris multe articole din colecția muzeului.
În 1936, Roger Soame Jenyns a moștenit moșia Bottisham Hall de la tatăl său.

#### Familie
La 24 aprilie 1941, Soame Jenyns s-a căsătorit cu Anne Thomson. Au avut doi fii.

##### Cărți de Soame Jenyns
- 1935 - A Background to Chinese Painting.
- 1951 -  British Museum. Departamentul de antichități orientale și etnografie.
- 1953 - Ceramică și porțelan Ming.
- 1954 - Porțelan chinezesc: Dinastia Ch'ing (1644-1912).
- 1967 - China export art in the XVIII century (2 ed.), (prima ediție a apărut în 1950).
- 1963 - Soame Jenyns și William Watson: Arta chineză: artele minore I: aur, argint, bronz, cloisonné, smalt cantonez, lac, mobilier, lemn.
- 1965 - Soame Jenyns și William Watson, Arta chineză: artele minore II: textile, sticlă și pictură pe sticlă, sculpturi în fildeș și corn de rinocer, sculpturi în pietre dure.